# Boycott, Divestment and Sanctions

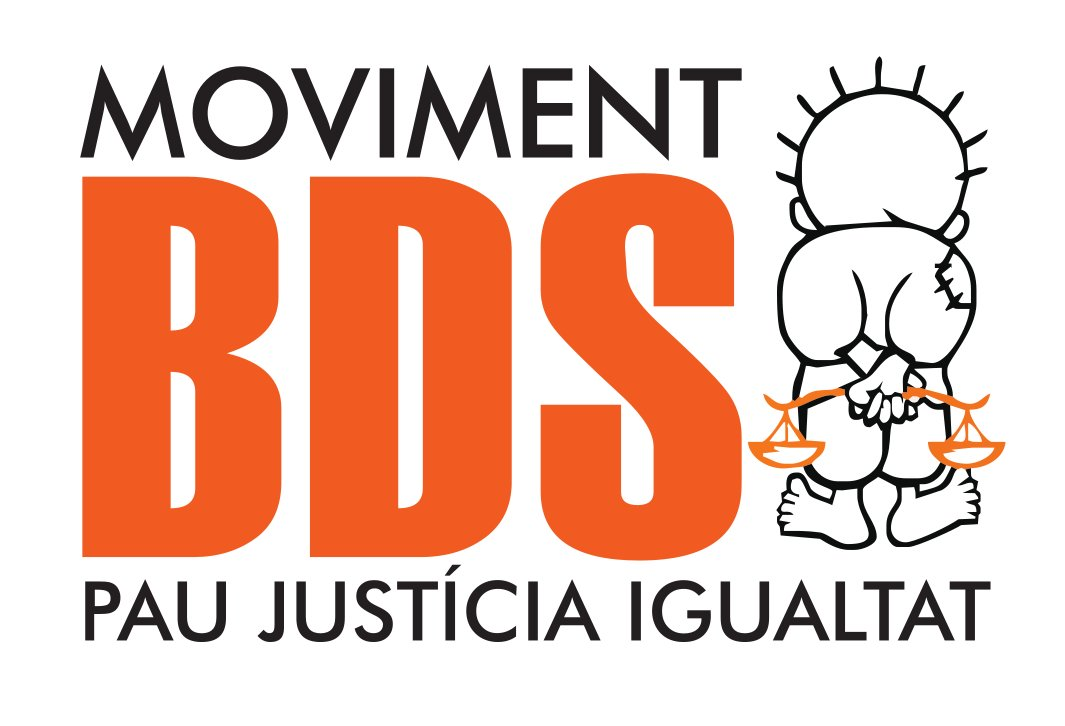
A BDS mozgalom logója

A BDS, vagy teljes nevén Boycott, Divestment and Sanctions 2005. július 9-én útjára indított nemzetközi kampány, amelyet palesztin civil szervezetek kezdeményeztek. A mozgalom célja, hogy Izrael államot erőszakmentes eszközökkel rákényszerítse a nemzetközi jog betartására, és az izraeli-palesztin konfliktus kapcsán az évtizedek során született ENSZ-határozatok teljesítésére. A mozgalom követelései a következők:
- A palesztin területek megszállásának és gyarmatosításának beszüntetése, a határzár elbontása.
- Izrael arab/palesztin állampolgárainak teljes jogegyenlősége.
- A szülőföldjükről elűzött palesztin menekülteknek a 194 számú ENSZ-határozatban rögzített visszatéréshez való jogának tiszteletben tartása.[1]

A bojkott (boycott) az egyén eszköze; senkit nem lehet arra kényszeríteni, hogy izraeli árukat vásároljon, vagy izraeli cégek szolgáltatásait vegye igénybe. A tőkekivonás (divestment) a vállalkozások, cégek és intézmények eszköze; a befektetők dönthetnek úgy, hogy nem kívánnak részesei, pénzelői lenni az izraeli megszállásnak és következményeinek. A szankciók (sanctions) államok és nemzetközi szervezetek eszközei arra, hogy jelezzék, nem értenek egyet azzal, amit Izrael a megszállt palesztin területeken tesz.
A mozgalom előképéül a Dél-afrikai Köztársaság apartheid-rendszerének bukásához vezető nemzetközi kezdeményezés szolgált.
2018 februárjában Bjørnar Moxnes, a norvég országgyűlés tagja hivatalosan jelölte a BDS-mozgalmat a Nobel-békedíjra.